# Tushratta
Tushratta was een koning van Mitanni aan het einde van het bewind van farao Amenhotep III en gedurende het bewind van Akhenaten – ongeveer aan het einde van de 14e eeuw v.Chr. Hij was de zoon van Shuttarna II, en zijn dochter Tadukhipa was getrouwd met Akhenaten.
Hij werd, waarschijnlijk zeer jong en voorbestemd om slechts als stroman te dienen, op de troon geplaatst door de onbekende moordenaar van zijn broer Artashumara. Amenhotep nam aanstoot aan deze situatie en had alle diplomatieke relaties verbroken tot Tushratta erin slaagde  de moordenaar terecht te stellen.
In het begin van zijn bewind heroverde de Hettitische koning Suppiluliuma I Kizzuwatna, viel vervolgens het westelijke deel van de Eufraat-vallei binnen en overmeesterde Amurru en Nuhashshe in Hanilgalbat. Volgens het Suppiluliuma-Shattiwazza verdrag was Suppiluliuma een verbond aangegaan met Artatama II, een andere broer en rivaal van Tushratta. Het document noemt Artatama koning van de Hurri, terwijl Tushratta de titel "Koning van Mitanni" krijgt, iets waar Tushratta het ongetwijfeld niet mee eens was. Suppiluliuma begon vervolgens de gebieden op de westoever van de Eufraat te plunderen en hij annexeerde het Libanese gebergte. Tushratta dreigde met invallen voorbij de Eufraat als ook maar een enkel lam of kind gestolen zou worden.
Suppiluliuma verteld vervolgens hoe het land van Isuwa aan de bovenloop van de Eufraat zich afgesplitst had ten tijde van zijn grootvader. Pogingen om het te veroveren slaagden niet. In de tijd van zijn vader kwamen andere steden in opstand. Suppiluliuma beweerde dat hij ze verslagen had, maar de overlevenden vluchtten naar het gebied van Isuwa, onderdeel van het rijk van Tushratta. Een clausule over de terugkeer van vluchtelingen was onderdeel van vele verdragen uit die tijd, dus het is mogelijk dat het herbergen van vluchtelingen door Isuwa het voorwendsel vormde voor de Hettitische invasie.
Een Hettitisch leger stak de grens over, viel Isuwa binnen en bracht de vluchtelingen (of deserteurs of regering in ballingschap) terug onder Hettitische heerschappij. "Ik bevrijdde de gebieden die ik veroverde; zij leefden in hun plaatsen. Iedereen die ik vrijgelaten had, voegde zich bij hun volk en Hatti verenigde hun gebieden", zo pochte Suppiluliuma later. Het Hettitische leger marcheerde daarna door verschillende districten richting de hoofdstad van Hanilgalbat, Washshukanni. Suppiluliuma beweert dat hij de districten plunderde en de buit, gevangenen, vee, schapen en paarden, terugbracht naar Hatti. Hij beweerde tevens dat Tushratta vluchtte, maar blijkbaar lukte het hem niet om de hoofdstad in te nemen. Ook al verzwakte de campagne het rijk van Tushratta, toch hield hij vast aan zijn troon.
In een tweede campagne trokken de Hettieten wederom de Eufraat over en onderwierpen Aleppo, Mukish, Niya, Arahati, Apina, Qatna, alsook enkele steden wier namen niet bewaard zijn gebleven. Strijdwagens worden genoemd als buit van Arahati, die samen met de bemanning en alle goederen naar Hatti gebracht werden. Ook al was het gebruikelijk om vijandige soldaten op te nemen in het eigen leger, toch kan dit wijzen op een Hettitische poging om een antwoord te bieden op het machtigste wapen van de Mitanni, de strijdwagens van de maryannu, door er zelf een op te bouwen of de bestaande macht te verstevigen.
Tushratta koesterde waarschijnlijk al vermoedens over de Hettitische intenties met zijn koninkrijk, aangezien de Amarna-brieven enkele tabletten bevatten van Tushratta aangaande het huwelijk van zijn dochter Tadukhipa met Akhenaten, expliciet bedoeld om de alliantie met het Egyptische koninkrijk te verstevigen. Echter, toen Suppiluliuma binnenviel, liet Egypte na om op tijd te reageren – waarschijnlijk door de plotselinge dood van Akhenaten, en de strijd om de Egyptische troon die hierop volgde.
Volgens een later verdrag tussen Suppiluliuma en Tushratta's zoon Shattiwaza werd Tushratta na een derde, vernietigende Hettitische inval vermoord door een groep onder leiding van mogelijk Shuttarna III, zoon van Artatama II. Een tijd van burgeroorlog volgde, die pas tot een einde kwam toen Suppiluliuma Shattiwaza op de troon van Mitanni plaatste.